# Akademiker für den Frieden
Die Initiative Akademiker für den Frieden wendet sich gegen das militärische Vorgehen der türkischen Regierung im Südosten der Türkei und fordert eine friedliche Lösung auf dem Verhandlungswege.
In Erscheinung trat die Initiative am 11. Januar 2016 mit der Petition „Wir werden nicht Teil dieses Verbrechens sein“. Die Petition richtet sich an den türkischen Staat. Zum Zeitpunkt der Veröffentlichung hatten 1128 türkische und ausländische Akademiker aus 90 Universitäten die Petition unterzeichnet. Die türkische Regierung sieht in den Vorwürfen der Petition terroristische Propaganda und eine Beleidigung des türkischen Staats und geht mit dem Academics-for-Peace-Prozess gegen zahlreiche Unterzeichner straf- und disziplinarrechtlich vor. Dagegen hat sich breiter internationaler Widerstand geregt.

## Hintergrund
Zum Zeitpunkt der Petition am 11. Januar 2016 dauerte die im Juni 2015 begonnene türkische Offensive gegen die PKK bereits mehr als sechs Monate und hatte zahlreiche Todesopfer gefordert. Kurz vor Veröffentlichung der Petition, in der Weihnachtszeit 2015, kamen bei schweren Angriffen der türkischen Armee gegen Stellungen der Arbeiterpartei Kurdistans (PKK) Berichten zufolge 200 Menschen ums Leben.

## Inhalt der Petition

### Vorwürfe
- Vernichtungs- und Vertreibungspolitik gegenüber der gesamten Bevölkerung der Region, hauptsächlich jedoch gegen die kurdische Bevölkerung
- Wochenlangen Ausgangssperren in Sur, Silvan, Nusaybin, Cizre und in vielen weiteren Orten führen zum Verhungern und Verdursten der Bevölkerung
- Unter kriegsartigen Zuständen werden ganze Viertel und Stadtteile mit schweren Waffen angegriffen
- Menschenrechte werden verletzt oder außer Kraft gesetzt: Recht auf Leben und körperliche Unversehrtheit, insbesondere das Verbot von Folter und Misshandlung sowie praktisch alle Freiheitsrechte, die durch die Verfassung und durch die Türkei unterzeichnete internationale Abkommen unter Schutz stehen
- Schwerwiegender Eingriff in die Rechtsordnung der Türkei, da es keine Rechtsgrundlage für die gezielt und systematisch umgesetzte gewaltsame Vorgehensweise gebe
- Verletzung des Völkerrechts

### Forderungen
- Einstellung der Offensive und sofortige Aufhebung aller Ausgangssperren
- Täter und Verantwortliche der Menschenrechtsverletzungen müssen zur Rechenschaft gezogen werden
- Materielle und immaterielle Schäden der Bevölkerung müssen dokumentiert und wiedergutgemacht werden
- Freier Zugang für unabhängige Beobachter aus dem In- und Ausland zu den zerstörten Gebieten, um die Situation vor Ort einzuschätzen und zu dokumentieren.
- Vorlage einer Roadmap durch die Regierung, die Verhandlungen ermöglicht und die Forderungen der politischen Vertretung der kurdischen Bewegung berücksichtigt. Ziel ist die Schaffung von Bedingungen für eine friedliche Beilegung des Konflikts
- Zulassung unabhängiger Beobachter aus der Bevölkerung zu den Verhandlungen, um die breite Öffentlichkeit in diesen Prozess einzubinden
- Sofortige Einstellung der staatlichen Repressionen gegen die Bürger

### Rest
- Bekundung der Bereitschaft, freiwillig an dem Friedensprozess teilzunehmen
- Ablehnung aller repressiven Maßnahmen, die auf die Unterdrückung der gesellschaftlichen Opposition gerichtet sind
- Bekundung, nicht Teil dieser Verbrechen zu werden und in den politischen Parteien, im Parlament und in der internationalen Öffentlichkeit, Initiative zu ergreifen, bis das Anliegen Gehör findet

## Reaktionen des türkischen Staates auf die Petition

### Reaktionen von Präsident Erdoğan
Präsident Recep Tayyip Erdoğan bezeichnete die Unterzeichner in einer Rede am 12. Januar 2016 anlässlich des Terroranschlags auf dem Sultan-Ahmed-Platz in Istanbul als eine „Bande ignoranter, dunkler Gestalten“ und „Landesverräter“. Er sagte, wer außerhalb des Parlaments Politik betreiben wolle, „soll Gräben ausheben oder in die Berge gehen“, in Anspielung auf die kurdische Arbeiterpartei PKK. „Es besteht kein Unterschied, ob jemand Kugeln im Namen einer Terrororganisation schießt oder ob er Propaganda für sie macht.“ Er betonte „Wer das Brot dieses Staates isst, aber ihn verrät, gehört bestraft“ und rief die Justiz bei der Gelegenheit dazu auf, das Nötige gegen diesen „Verrat“ von „Pseudo-Wissenschaftlern“ zu unternehmen.
Erdoğan forderte die ausländischen Unterzeichner der Petition wie Noam Chomsky, Judith Butler und Esra Ozyurek auf, in den Südosten der Türkei zu reisen und sich selbst ein Bild zu machen. Gleichzeitig lehnte er aber die Forderung der Unterzeichner ab, internationale Beobachter für die Auseinandersetzungen im Südosten der Türkei anzufordern, da diese Forderung eine „Mentalität von Kolonialismus“ zeige.

### Strafrechtliche Maßnahmen: Verhaftungen und Prozess
Die türkische Justiz erhob im März Anklage im „Academics-for-Peace“-Prozess wegen „terroristischer Propaganda“ und „Beleidigung der Türkei“.
Rechtsgrundlage für die Ahndung „terroristischer Propaganda“ ist Paragraf 7/2 des türkischen Antiterrorgesetzes. Diese Bestimmung erlaubt eine weite Auslegung. Obwohl die Türkei zum Schutz des Rechts auf freie Meinungsäußerung gemäß Artikel 19 des EU-Zivilpakts und Artikel 10 der Europäischen Menschenrechtskonvention verpflichtet ist, Einschränkungen der Meinungsfreiheit nur unter sehr engen Voraussetzungen zu ermöglichen, wie zum Beispiel bei Kriegspropaganda oder Gewaltaufrufen, fehlt diese Einschränkung im türkischen Antiterrorgesetz. Dieser Paragraf ist in der Vergangenheit wiederholt dazu genutzt worden, gewaltfreie Meinungsäußerungen bezüglich der Rechte von Kurden und der Kurdenpolitik der Regierung zu bestrafen.
27 Wissenschaftler wurden wegen Unterzeichnung der Petition festgenommen. Allein an der Universität Kocaeli wurden 14 Unterzeichner inhaftiert. Gegen 421 der Wissenschaftler sollen strafrechtliche Ermittlungen eingeleitet worden sein. Es kam auch zu Verurteilungen. So wurde die Istanbuler Politikwissenschaftlerin Füsun Üstel von der Galatasaray-Universität zu einem Jahr und drei Monaten Haft verurteilt.

### Disziplinarrechtliche Maßnahmen: Entlassungen und Suspendierungen
30 Wissenschaftler wurden freigestellt und 38 weitere wurden entlassen. Eine Lehrergewerkschaft meldete, dass bislang 153 Verfahren gegen Unterzeichner eingeleitet worden seien. Neun Lehrer seien entlassen und weitere 27 suspendiert worden. Im Juni 2016 wird bereits von 513 Disziplinarverfahren und 37 Entlassungen sowie einer vorzeitigen Verrentung und 11 erzwungenen Rücktritten von Ämtern berichtet.
Die Webseite der Academics for Peace listet mit Stand vom 17. März 2017 insgesamt 389 per Dekret, Entlassung oder erzwungener vorzeitiger Pensionierung aus dem Dienst entfernte Unterzeichner und 491 eingeleitete Disziplinarverfahren auf.
In Folge des gescheiterten Militärputschversuchs vom 15. Juli 2016 hat sich die Lage verschärft. Am 1. September 2016 beschloss die Regierung drei Notstandsverordnungen, mit denen insgesamt über 40.000 Staatsangestellte entlassen wurden, denen eine Verbindung zu den Putschisten unterstellt wird. Unter den 2346 entlassenen Akademikern befinden sich auch 44 Unterzeichner der Petition.
Die Academics for Peace weisen in einem Solidaritätsaufruf darauf hin, dass gegen die Entlassung unter der Notstandsgesetzgebung keine Berufung eingelegt werden kann und die Reisepässe der Betroffenen eingezogen werden.

## Weitere Folgen für die Unterzeichner
Zahlreiche Unterzeichner berichten von anonymen Drohanrufen und -E-Mails. Einige Dozenten fanden die Türen ihrer Büros beschmiert, nachdem Medien, die der regierenden Partei für Gerechtigkeit und Aufschwung (AKP) nahestehen, die Studenten im Land offen dazu aufgerufen hatten, den Unterricht der sogenannten „Vaterlandsverräter“ zu boykottieren. Manche von ihnen erhielten in sozialen Medien Morddrohungen.
Als Folge haben zahlreiche Forscher die Türkei verlassen. Das amerikanische Solidaritätsnetzwerk „Scholars at Risk“, das in ihrer Heimat bedrohten Wissenschaftlern im Ausland Zuflucht bietet und dem auch mehrere deutsche Universitäten angehören, verzeichnete seit dem 15. Juli 2016 mehr als 300 Anträge von Akademikern aus der Türkei. Das ist mehr als in allen 15 Jahren seit der Gründung der Organisation zusammengenommen. Nach Deutschland geflohene Personen haben dort die Gruppe Akademiker für den Frieden Deutschland gegründet.

## Türkische Reaktionen auf die staatliche Repression
Die größte Oppositionspartei CHP nannte das Vorgehen gegen die Akademiker „ungesetzlich, nicht hinnehmbar und äußerst gefährlich“. Die pro-kurdische Oppositionspartei HDP forderte die sofortige Freilassung der Festgenommenen.
Die Erklärung war Vorlage für ca. 60 weitere Berufsgruppen, die ähnliche Petitionen aufgesetzt haben. So unterstützten zum Beispiel 558 Schriftsteller einen ähnlichen Aufruf.
Die Boğaziçi Üniversitesi hat gegen die Entlassung von zwei Professoren ihres Kollegiums öffentlich mit einer Veranstaltung und einer Pressemitteilung protestiert. Die renommierteste Hochschule der Türkei mit starken Verbindungen in die USA war die erste Hochschule in der Türkei, in der sich das Kollegium der Professoren solidarisch mit denen gezeigt hat, die ihrer Ämter enthoben wurden.

## Ausländische Reaktionen auf die staatliche Repression

### USA
Die US-Botschaft in der Türkei veröffentlichte eine Statement von John Bass via Twitter, in dem er seine Besorgnis über das Vorgehen der Regierung ausdrückte und mahnte, dass es Bürgern in Demokratien möglich sein müsse, auch kontroverse Meinungen zu vertreten. „Regierungskritik ist nicht das gleiche wie Verrat“, teilte die US-Botschaft mit.
Die gemeinnützigen Organisationen Research Institute on Turkey und Bostonbul aus den USA haben im März 2017 eine Fundraising Kampagne gestartet, um entlassenen Unterzeichnern jeweils für sechs Monate ein Stipendium in Höhe des türkischen Mindestlohns zu gewähren.

### Deutschland
Die Initiative wurde im Mai 2016 mit dem Aachener Friedenspreis ausgezeichnet.
Folgende deutsche Institutionen haben der Initiative „Akademiker für den Frieden“ ihre Solidarität bekundet:
- Universitäten: Goethe-Universität Frankfurt, Georg-August Universität Göttingen, Universität Dresden, Johannes Gutenberg-Universität Mainz
- Stiftungen: Alexander von Humboldt-Stiftung, DAAD, Friedrich-Ebert-Stiftung, Heinrich-Böll-Stiftung

### Weitere Stimmen
Weltweit solidarisierten sich Wissenschaftler mit den Unterzeichnern. Das Wissenschaftszentrum Berlin für Sozialforschung schrieb: „Wir am WZB erklären uns solidarisch mit den türkischen Wissenschaftlern und Wissenschaftlerinnen und unterstützen sie in ihrem Recht auf freie Meinungsäußerung.“
Im Nachgang zu der Veröffentlichung haben bis zum 21. Januar weitere 1084 Akademiker die Petition unterzeichnet, womit mittlerweile die Zahl der Unterzeichner auf 2212 gestiegen ist.
Nachdem Folgende Institutionen haben der Initiative „Akademiker für den Frieden“ ihre Solidarität bekundet:
- Universitäten: Universität Amsterdam, Universität Genf, Universität Lausanne, Université libre de Bruxelles, Paris 1 Panthéon-Sorbonne, SciencePo Paris, Université Paris-Est, École normale supérieure Paris, École normale supérieure Lyon, Université catholique de Louvain (Belgien), Queen Mary Universität London, Universität Oslo, Universität Lille 2
- Fachgesellschaften: PEN International, International Political Science Association, International Sociological Association, European Sociological Association, European Federation of Psychologists, European Mathematical Society, Société Mathématique de France, Société Française de Statistique, Société de Mathématiques Appliquées et Industrielles
- Akademien der Wissenschaften: Norwegische Akademie der Wissenschaften, Schwedische Akademie der Wissenschaften